# 엘사 카야
엘사 카야(Elsa Cayat, 1960년 ~ 2015년 1월 7일)는 프랑스의 정신과 의사이다. 카뷔는 〈샤를리 에브도〉에서 2015년 1월 발생한 총격 사건으로 사망하였다.

## 같이 보기
- 샤를리 에브도 테러